# .fr
.fr은 프랑스의 인터넷 국가 코드 최상위 도메인이다. .re와 .tf와 함께 AFNIC이 관리하고 있다.
2004년부터 .fr 도메인으로 등록된 웹사이트는 프랑스 국립 도서관(Bibliothèque nationale de France)에 의해 보관 및 보존된다.

## 요구사항
.fr 도메인을 구매하고 사용하려면 유럽 연합 또는 EFTA 회원국(스위스, 노르웨이, 아이슬란드 또는 리히텐슈타인)의 거주자여야 한다.

## 같이 보기
- .eu